# Yacine Brahimi
Yacine Nasreddine Brahimi, född 8 februari 1990, är en franskfödd algerisk fotbollsspelare som spelar för qatariska Al-Gharafa och det algeriska landslaget.

## Karriär
Den 22 juli 2019 värvades Brahimi av Al Rayyan. Den 22 juni 2022 värvades han av Al-Gharafa.